# عدد كم مداري

تركيب الذرة طبقًا لنموذج بور.

عدد الكم الثانوي أو عدد الكم المداري في ميكانيكا الكم، هو عدد كمومي يحدد مع عدد كم الرئيسي n وعدد كم المغناطيسي طاقة الإلكترون في ذرة ويعطي مداره في الغلاف الذري. يتعلق عدد الكم الثانوي على مدار الإلكترون في الذرة ولهذا يسمى عدد كم مداري ويرمز له بالحرف (l). يأخذ عدد الكم المداري قيما صحيحة تتراوح من 0 إلى (n-1)، حيث n عدد الكم الرئيسي الذي يصف تواجد الإلكترون في الغلاف الذري.
أي يمكن أن يأخذ عدد الكم المداري أحد قيم المتتالية: l=صفر،3,2,1..إلى (n-1).
بذلك يحدد عدد مستويات الطاقة الفرعية subshell في كل مستوى طاقة رئيسي في الذرة، أي يحدد عدد مدارات الإلكترونات في الغلاف الذري حتى المستوى الرئيسي الرابع.

## رموز عدد الكم المداري
يحدد عدد الكم المداري {\displaystyle l} شكل مدار الإلكترون في الغلاف الذري، فمنها مايكون دائريا كرويا s أو في أشكال متعددة للقطع لناقص.
عدد الكم الرئيسي والمداري والمغناطيسي نتجت عن تطبيق معادلة شرودنجر علي دوران الإلكترون حول نواة الهيدروجين، تبين تلك الحلول أن الإلكترون لا يستطيع أن يدور عشوائياً في الذرة وإنما هو محكوم بكميات من الطاقة معينة وكذلك محكوم ليتحرك في اتجاهات محددة (مسموح بها وغير مسموح له باتخاذ اتجاهات أخرى). وهذا هو معنى الكمومية بالنسبة للطاقة فهي بمقادير محددة منفصله ولذلك تسمى eigenvalue أي قيما ذاتية أو descret state أي مستويات منفصلة، وقد حاول الفيزيائيون إيجاد حلول رياضية لوصف سلوك الطبيعة في مستوى الذرة ودون الذري، وحتى أوائل القرن العشرين حاول الفيزيائيون استخدام ما كان بين يديهم من معرفة عن ميكانيكا كلاسيكية وفشلوا، لأن الميكانيكا الكلاسكية لا تصلح لوصف مايجري في الطبيعة من سلوك وتفاعلات في الحيز الصغري (فمثلا لا تستطيع الميكانيكا الكلاسيكية أن تتصور الإلكترون يدور حول النواة الموجبة الشحنة دون أن يقع عليها، لهذا ابتكر العلماء ميكانيكا الكم لحل مسائل المستوى الصغري، مستوى الذرات وتفاعل الجسيمات الأولية. الميكانيكا الكلاسيكية تصلح لحل مسائل في الأحجام العينية الكبيرة مثل تصادم كرات البلياردو أو حركة الكواكب، ونشأة المجرات، أما على المستوى الصغري في أحجام الذرة والجزيئات والجسيمات الأولية فلا بد من معالجتها بميكانيكا الكم. هكذا تتصرف الطبيعة حيث يلعب أصغر شغل وهو ثابت بلانك دورا رئيسياً في سلوك الجسيمات، وتتضح كمومية انتقال الطاقة.
يدل عدد الكم المداري أن {\displaystyle l(l+1)\hbar ^{2}} هو العدد الذاتي لمربع معامل العزم الزاوي {\displaystyle {\hat {{\vec {l}}^{2}}}} المستخدم في معادلة شرودنجر.
وقد جرى العرف على الرمز لقيمة
{\displaystyle l} في النشرات العلمية برموز نعطيها فيما يلي:
- s ل {\displaystyle l=0} (على سبيل المثال „الحالة- s “)
- p ل {\displaystyle l=1}
- d ل {\displaystyle l=2}
- f ل {\displaystyle l=3}
- g ل {\displaystyle l=4}

وهكذا. منما تستخدم تلك الرموز أيضا في حل مسائل تشتت للتعبير عن الموجات الجزئية، وفي التفاعلات النووية وغيرها. فهي ناشئة عن ميكانيكا الكم التي تقوم بحسابات في تلك المجالات.
إلإلكترونات الموجودة في الغلاف الأعلى في الذرة هي التي تشترك في التفاعلات الكيميائية. ونظرا لأن الإلكترونات محكومة بأن تتخذ اتجاهات معينة في الفراغ وليس مسموحا لها الحركة عشوائيا فتتفاعل إلكترونات الذرات عند تكوينها جزيئات بطرق نظامية، لذلك تنتج جزيئات منتظمة هندسيا. وهذا هو ما نجده في الجزيئات كما نجده في أنظمة البلورات بالنسبة للمواد الصلبة، فالمادة الصلبة توجد في أغلب الأحوال في هيئة بلورات.

## عدد الكم المغناطيسي
يرمز بالحرف l إلى مدار الإكترون في الغلاف الذري، ونظرا لأن دوران شحنة ينتج مجالا مغناطيسيا فإن l تكون مقترنة بمجال مغناطيسي. وكما أن عدد الكم المداري l عدد كموميا كذلك يتخد المجال المغناطيسي الناتج منه قيما كمومية تسمى عدد كم مغناطيسي. لكل عدد كم مداري l يمكن لاتجاه مغناطيسيته أن تتخذ إتجاهات كمومية «معينة»:
يرمز إلى عدد الكم المغناطيسي لعزم دوران الإلكترون في مداره بالرمز {\displaystyle \,m_{l}}.
تعطي عدد الكم المغناطيسي إتجاه المجال المغناطيسي الناشيء من عدد الكم المداري. قيمه الفعلية تعادل مسقطه في الاتجاه z بوحدات ثابت بلانك {\displaystyle \hbar }. ولا يمكن أن تزيد قيمتها عن {\displaystyle \,l}. كما يمكنها أن تتخذ قيما سالبة (بحسب الاتجاهات إلى فوق، إلى تحت) تعبيرا عن اتجاهات مغناطيسيتها.
{\displaystyle m_{l}={\frac {L_{z}}{\hbar }}=-l,\,-(l-1),\,\ldots \,,(l-1),\,l.}
يعبر عدد الكم المغناطيسي عن طاقة الوضع الإضافية للإلكترون في الذرة التي يكتسبها عند تسليط مجالا مغناطيسيا عليها من الخار في الاتجاه z (ينشأ عن ذلك انفصال لخطوط طيف الذرة فيما يسمى تأثير زيمان).
لحركة دوران الإلكترون في مدار حول نواة الذرة ينتج عزما مغناطيسيا. وفي حالة قيمته القصوى {\displaystyle \,m_{l}=\pm l} في الاتجاه z يكون عزمه الزاوي إما موازيا للمحور z أو يكون بعكسه. ويتأثر أيضا العزم المغناطيسي للإلكترون المقترن بعزمه الدوراني في المدار، ويؤدي تفاعله مع المجال المغناطيسي الخارجي إما بزيادة في طاقته أو بنقصان فيها (بحسب الإتجاه). وعندما تكون
{\displaystyle \,m_{l}=0} يكون مسقط عزم الدوران للإكترون 0 في الاتجاه z، حينئذ لا يحدث تغير في طاقة الإلكترون لا بالزيادة ولا بالنقصان.

## عدد كم مغزلي
رأينا أعلاه أن حركة دوران الإلكترون في مدار حول النواة الذرية ينتج عنها عزم مغناطيسي ممثلة في العدد الكمومي {\displaystyle \,m_{l}}.
ليس هذا العزم المغناطيسي {\displaystyle \,m_{l}} للإلكترون هو الوحيد له في الذرة. فالإلكترون يدور في نفس الوقت حول محوره (سواء كان في الذرة أم حرا) وينشأ له عزم مغزلي مغناطيسي، ونميزه ب عدد كم مغزلي Spin quantum number.
{\displaystyle s={\tfrac {1}{2}}}
وبالنسبة لمركبته على المحور z له أن تتخد قيمتين فريدتين (كموميتين):
{\displaystyle s_{z}=\pm {\tfrac {1}{2}}\hbar .}
ويصف عدد الكم المغزلي المغناطيسي {\displaystyle m_{s}} اتجاه عزمه المغزلي بالنسبة للمحور z:
{\displaystyle m_{s}={\frac {s_{z}}{\hbar }}=\pm {\tfrac {1}{2}}.}
تعود الخاصية المغناطيسية للمواد إلى العزم المغناطيسي للإلكترونات الناشئة عن عزمها المغزلي. وتتجمع العزوم المغزلية المغناطيسية لإكترونات الذرة بصفة خاصة في الحديد والكوبلت والنيكل فتقوى وتتعاضد، لذلك تختص تلك الثلاثة مواد بخاصية المغناطيسية الحديدية، أما المواد الأخرى فمغناطيسيتها أضعف كثيرا بسبب عدم تجمع مغناطيسية الإلكترونات في «ذراتها» مثلما يحدث للحديد والكوبلت والنيكل. وتلك الثلاثة عناصر نجدها متجاورة في الجدول الدوري للعناصر حيث تقوم إلكترونات المدار 3d بالتجمع وتنشأ المغناطيسية الحديدية في الذرة (هذا التجمع للعزم المغزلي المغناطيسي لا يحدث إلا في تلك الثلاثة عناصر، ولا يحدث في أي عنصر آخر بهذا الشكل، على الرغم من مبدأ استبعاد باولي).
يمكن أن تتشابك العزم المغناطيسي المدري للإلكترون مع عزمه المغزلي المغناطيسي - مثل تشابك مغناطيسين - وتنشأ لهما محصلة مغناطيسية.

## اقرأ أيضا
- عدد كم مغزلي
- عدد كم رئيسي
- أرنولد سومرفيلد
- ذرة
- قواعد اختيار